# Malga Lanciada
Malga Lanciada è una malga situata in località Lanciada nel comune di Tione di Trento, in provincia di Trento, a 1186 m s.l.m.
Il nome della località, da cui deriva il nome della malga, è legato ad un'antica leggenda. Si racconta infatti che, a seguito di contestazioni territoriali sullo sfruttamento dei pascoli e boschi, le comunità di Tione di Trento e Roncone decisero di indire una sfida tra il miglior giovane di entrambe le comunità. La vittoria in duello avrebbe assegnato il territorio all'una o all'altra fazione. Vinse il giovane Tionese che, pur fisicamente svantaggiato, utilizzando l'astuzia, seppe prevalere.

## Ubicazione
Malga Lanciada si trova in una valle inserita tra le Val Giudicarie e la Val Gavardina. Il territorio di Lanciada confina a Nord con il comune di Bondo, a Sud con il comune di Pieve di Bono-Prezzo, a Est con il comune di Zuclo ed a Ovest con il comune di Lardaro e di Roncone. Per arrivare a Malga Lanciada è necessario imboccare la strada che attraversa il territorio di Pradibondo salendo poi verso la montagna. È possibile anche raggiungerla a piedi attraverso vari sentieri che iniziano nell'abitato di Bondo.

## Panorama
Nel descrivere i luoghi, l'illustre tionese Guido Boni, farmacista, storico, uomo delle istituzioni, così si esprimeva, nel 1907, nel suo libro "Un antico documento divisionale della montagna di Lanciada" così scriveva: "Lanciada si estende sul versante sinistro della valle Gavardina, lambita ai piedi dell'impetuoso torrente Fiana che mette in moto diverse segherie. La strada principale che vi dà accesso attraversa la campagna di Bondo dipartendosi dall'erariale, presso il cimitero del villaggio. Sale indi lenta il monte a ritroso del torrente fino a inoltrarsi nei boschi cedui ed indi fra gli abeti annosi e folti, per sboccare poi nel vasto “stabio” della malga che è posto nel centro. Di qua e di là si ergono i fianchi tutti coperti dalle conifere e alternati di insenature e valloncelli quali più quali meno accentuati; a mezzodì, prendendo dietro la malga, prossegue la strada ripida e sassosa verso le parti più elevate dell'alpe, fino alla cascina detta di Campei ed alla cima di Cambiarecc donde è bellissimo il panorama. Non offre Lanciada magnificenza e varietà di paesaggio bensì ombre silenti ed oscure anche sotto i raggi cocenti del sole estivo, qualche tratto di zolla verde e la solenne quiete della foresta che data la vicinanza e la comodità della via, dovrebbe chiamarci talvolta a godere l'assoluta pace di quei luoghi ove forma una continua armonia lo stormire delle alte chiome degli abeti col rumore lontano del torrente, interrotta solo di quando in quando dalla voce dei boscaiuoli che attendono alla condotta del legname e dal grido rauco di qualche falco roteante nell'aria" . 

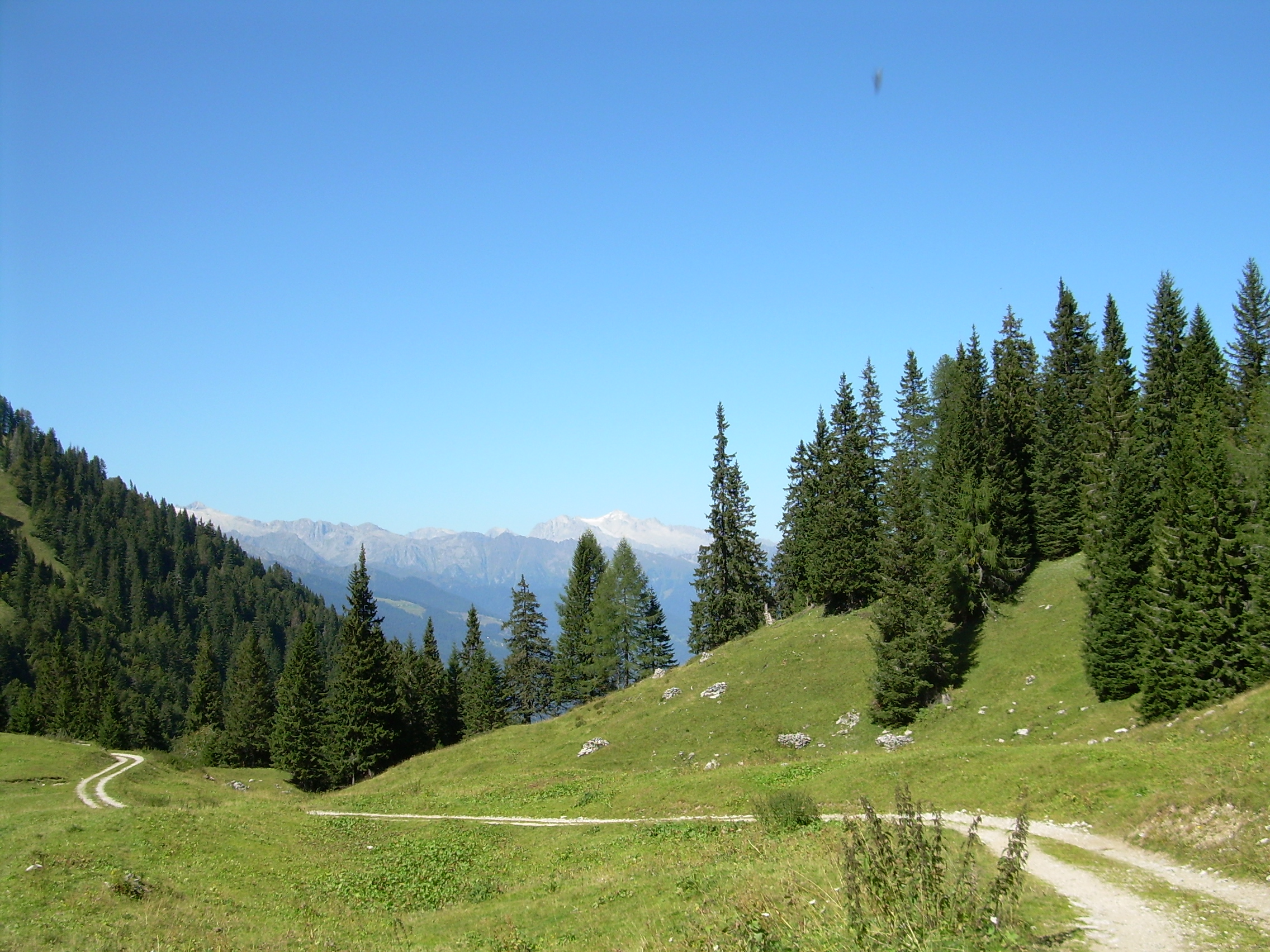
Vista caratteristica da Malga Lanciada

## Storia
La casina di malga Lanciada risale all'800 e ne abbiamo conferma da un documento del 1826, il quale testimonia che alcuni boscaioli, impegnati nel tagliare tronchi, dovettero anche riadattare il tetto della malga. Essa non ha subito modifiche nel passare degli anni, con l'unica variante riguardante il tetto, ricostruito nel 1951 dopo essere crollato a causa del peso della neve accumulata in quell'inverno.
Dopo il 1850 fu costruito anche uno stallone, il quale sorgeva a monte dell'attuale strada per Froscarola, piuttosto distante dalla malga. Successivamente, o venne distrutto da una valanga o demolito, per poi essere ricostruito a lato della malga. Ad oggi non è più possibile ammirare tale stallone: la frana del 1954 lo ha investito in pieno, distruggendolo. In seguito non venne più ricostruito.

## Situazione idrogeologica
Le sorgenti d'acqua in località Lanciada si trovano sulla sola sponda sinistra orografica. La più alta si trova a quota 1394 m s.l.m. nel mezzo del "Tof del'Aqua" ed è una sorgente piuttosto abbondante. Nello stesso canalone si trovano delle piccole sorgenti a quota 1370 m s.l.m. ed a quota 1364 m s.l.m. Il corso d'acqua che ne deriva viene totalmente assorbito dal ghiaione di riempimento della briglia costruita dalla Forestale, dopo la frana verificatasi nel 1954, a quota 1281 m s.l.m.

### Torrenti
Località Lanciada è bagnata dalle acque di due torrenti: la Fiana e la Fianetta (in dialetto Fianel). Il torrente principale è la Fiana, che nasce in Val Gavardina e lambisce la parte nord-est. Le sue acque furono sfruttate, fin dall'antichità, per far funzionare segherie e mulini, ma dal 1955 furono assorbite dalla Società Idroelettrica Sarca Molveno (SISM).

## Il pascolo
La zona di Lanciada è stata da sempre utilizzata dalla popolazione locale per l'allevamento ed il pascolo del bestiame. In particolare, i bovini venivano collocati nella parte alta del pascolo, mentre l'area sottostante, meno soleggiata, era riservata alle pecore.